# Кашкинбаев, Иса Таумышулы
Иса (Гайса) Таумышулы Кашкинбаев (каз. Иса Қашқынбаев 5 сентября 1891, Лбищенский уезд, Уральская область, Российская империя — 12 мая 1948, Ташкент) — казахский общественно-политический деятель, кандидат в члены правительства Алаш-Орды, член Западного отделения Алашской автономии, один из первых казахских врачей.

## Биография
Представитель казахского рода Тана Байулы. С 1903 года учился в русско-казахской школе, затем, до 1910 года — в реальном военном училище Уральска. В 1912—1917 годах на медицинском факультете Казанского университета. В 1917 году назначен на должность заведующего отделом областного земельного управления Урала.
В декабре 1917 года избран делегатом второго Всеказахского съезда, на котором стал кандидатом в члены Национального совета Алашской автоно́мии. На четвертом Уральском областном съезде казахов был принят в состав временного правительства Алаш-Орды. Избран на съезде в члены всекиргизского народного совета Алаш-Орды.
Является одним из авторов заявления о деятельности правительства Западной Алаш-Орды, которое было представлено советскому руководству в июне 1920 г.
Направлен на работу в Ташкент. По дороге в Ташкент вместе со своими товарищами начал организовывать местную мусульманскую фельдшерскую школу.
Был членом коллегии Наркомздрава ТАССР. В 1930 году арестован по обвинению в членстве в подпольном отделении контрреволюционной организации казахских националистов в Ташкенте. Освобождён из тюрьмы в 1932 году. В апреля 1938 года вновь был привлечён к уголовной ответственности по обвинению «в связи с контрреволюционной организацией». Из-за отсутствия доказательств в декабре 1939 года был освобождён из тюрьмы.
Во время Великой Отечественной войны руководил больницами и госпиталями. За храбрость на Сталинградском и Украинском фронтах награждён орденом «Красной Звезды».
После войны работал в Научно-исследовательском санаторно-курортном институте имени Семашко в Ташкенте.
Умер 12 мая 1948 года в Ташкенте.